# Virus emergentes
Un virus emergente es un virus que ha aparecido recientemente, que aumenta notablemente en incidencia o en afectación geográfica o que puede aumentar en un futuro próximo. Los virus emergentes son una de las principales causas de enfermedades infecciosas emergentes y plantean desafíos a la salud pública a nivel mundial, dado su potencial para causar brotes de enfermedades que pueden provocar epidemias y pandemias . Además de causar enfermedades , los virus emergentes también pueden tener graves implicaciones económicas. Entre los ejemplos más recientes incluyen los coronavirus relacionados con el SARS , que han provocado el estallido del SARS 2002-2004 ( SARS-CoV-1 ) y la pandemia de Covidien-19 ( SARS-CoV-2 ) del 2019-20. Otros ejemplos incluyen el virus de la inmunodeficiencia humana que causa el sida; los virus responsables del ébola; el virus de la gripe H5N1 responsable de la gripe aviar ;  y H1N1 / 09 , que causaron la pandemia de la gripe porcina de 2009  (una cepa emergente anterior de H1N1 que provocó la pandemia de gripe de 1918 ). La emergencia viral en humanos es a menudo una consecuencia de la zoonosis , que implica un salto entre especies de una enfermedad vírica hacia los humanos desde otros animales. Como existen virus zoonóticos los reservorios de los animales , son mucho más difíciles de erradicar y, por tanto, pueden establecer infecciones persistentes en poblaciones humanas. 
No se deben confundir los virus emergentes con los virus reemergentes o los virus detectados recientemente:
Un virus reemergente se considera generalmente un virus aparecido anteriormente que experimenta un resurgimiento, por ejemplo, el sarampión. Un virus recientemente detectado es un virus que no se había reconocido previamente y que había circulado por la especie como infecciones endémicas o epidémicas . Los virus detectados recientemente pueden no haber sido detectados porque no dejaban pistas distintivas y / o no se podían aislar ni propagarse en cultivo celular . Algunos ejemplos incluyen el rinovirus humano (una de las principales causas de resfriados comunes que se identificó por primera vez en 1956), la hepatitis C (finalmente identificada en 1989), y el metapneumovirus humano(descrito por primera vez en 2001, pero que se cree que circulaba desde el siglo  XIX ). [17] Como la detección de estos virus se basa en la tecnología, es probable que el número que se vaya recogiendo aumente.

## Zoonosis
Dada la rareza del desarrollo espontáneo de nuevas especies de virus, la causa más frecuente de virus emergentes en humanos es la zoonosis . Se estima que este fenómeno representa el 73% de todos los patógenos emergentes o reemergentes , y los virus desempeñan un papel desproporcionadamente importante.  Los virus de ARN son particularmente frecuentes y representan el 37% de los patógenos emergentes y reemergentes. Una amplia gama de animales, incluidas aves silvestres, roedores y murciélagos, están asociados con los virus zoonóticos. No es posible predecir eventos zoonóticos específicos que puedan estar asociados con un reservorio animal en particular en un momento dado. 
El desbordamiento zoonótico puede resultar en infecciones autolimitadas de 'callejón sin salida', en las que no se produce más transmisión humano-humano (como con el virus de la rabia ), o en casos infecciosos, en los que el patógeno zoonótico es capaz de mantenerse. transmisión humano-humano (como con el virus del Ébola ). Si el virus zoonótico es capaz de mantener una transmisión exitosa entre humanos, puede ocurrir un brote . Algunos eventos de desbordamiento también pueden hacer que el virus se adapte exclusivamente a la infección humana (como ocurrió con el virus del VIH ), en cuyo caso los humanos se convierten en un nuevo reservorio del patógeno.
Un 'salto' zoonótico exitoso depende del contacto humano con un animal que alberga una variante del virus que puede infectar a los humanos. Para superar las restricciones de rango de hospedadores y mantener una transmisión humano-humano eficiente, los virus que se originan en un reservorio animal normalmente sufrirán mutaciones , recombinaciones genéticas y reordenamiento . Debido a su rápida replicación y altas tasas de mutación, es más probable que los virus de ARN se adapten con éxito a la invasión de una nueva población de huéspedes.